# Thaxton
Thaxton è una città (town) degli Stati Uniti d'America, situata nella contea di Pontotoc, nello Stato del Mississippi.